# Impacte sobre Júpiter de 2010

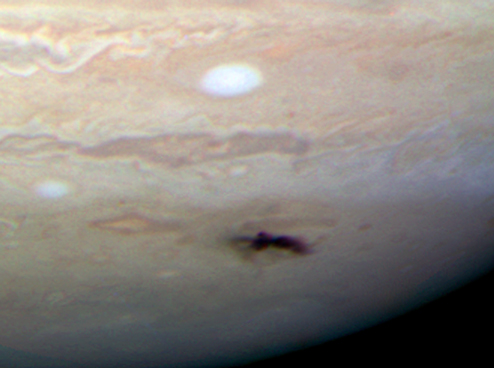
Imatge del Hubble de l'Impacte astronòmic a Júpiter del 23 de juliol de 2009, mostrant una màcula d'aproximadament uns 8,000 quilòmetres de diàmetre.

L'impacte de Júpiter de 2010 va ser l'Impacte astronòmic d'un bòlid sobre Júpiter. Es va estimar que l'objecte tenia aproximadament un diàmetre de 8 a 13 metres. El cos que va impactar va poder ser un asteroide, un cometa, un centaure, un cometa extint, o la captura d'un satèl·lit.

## Observació
L'impacte va ocórrer el 3 juny de 2010, i el va informar per primera vegada (després de registrar-lo), l'astrònom amateur Anthony Wesley d'Austràlia. L'esdeveniment va ser confirmat per Christopher Go, de les Filipines, que també va registrar l'esdeveniment, i en va publicar un vídeo.Wesley és la mateixa persona que havia estat el primer en informar sobre l'Impacte astronòmic sobre Júpiter del 2009.
L'observació va durar aproximadament dos segons. Va ocórrer en el Cinturó Equatorial Sud, a uns cinquanta graus del meridià central. L'objecte que va impactar el juny de 2010 va ser un super-bòlid d'una mesura probable de 8 a 13 metres de diàmetre, amb una massa entre 500 i 2000 tones mètriques. Júpiter és impactat cada any, per diversos objectes probablement d'aquesta grandària.
El 20 agost de 2010 (UT), tanmateix, es va detectar un altre impacte a Júpiter, i amb data 23 d'agost uns altres dos observadors van registrar el mateix esdeveniment.

## Altres impactes
Per ordre cronològic:
- els impactes del 16 al 22 de juliol de 1994 amb els fragments de l'estel Shoemaker-Levy 9 ;
- l'impacte del 19 de juliol de 2009, detectat només per la taca negra que l'impacte ha deixat a l'atmosfera de Júpiter;[13][14]
- l'impacte del 3 de juny de 2010, detectat per un esclat a l'atmosfera de Júpiter;
- l'impacte del 20 d'agost de 2010, detectat de la mateixa manera que el precedent;[13]
- l'impacte del 10 de setembre de 2012, detectat igualment per l'esclat produït;[15][16][17]
- l'impacte del 17 de març de 2016, detectat de la mateixa manera.